# 最長片道切符
最長片道切符（さいちょうかたみちきっぷ）とは、一般に日本のJR（旧国鉄）の路線で北海道から九州まで経路が途中で重複しない発駅から着駅までの距離が最も長い経路を持つ片道乗車券の呼称。最も長い経路を持つ片道乗車券は鉄道事業者ごとに存在するとは限らず、大陸諸国など共通運賃制度や共通乗車制度によって運賃体系や乗車券のシステムが他の鉄道事業者と共通していて鉄道事業者では区別できない地域がある。
その起源には、国鉄の運賃制度の遠距離逓減制を最大限に利用して、全区間の賃率が最も安い乗車券を作る、という意図があったといわれる。もともとは机上で娯楽として思案するものにすぎなかったが、実際にこのルートを旅行する者が現れるようになった。
なお、経路特定区間などの関係で、運賃計算経路の最長と実乗車経路の最長が異なる場合があり、後者を「最長片道ルート」と呼ぶことがある。

## 最長片道切符の内容

### 最長片道切符の定義
JRグループの旅客営業規則（以下「旅規」と呼称）は、片道乗車券の発売要件を以下のように定めている。
- 第26条：片道乗車券は、普通旅客運賃計算経路の連続した区間を片道1回乗車（以下「片道乗車」という）する場合に発売する。ただし、第68条第4項の規定により鉄道の営業キロ、擬制キロ又は運賃計算キロを打ち切って計算する場合は、当該打切りとなる駅までの区間のものに限り発売する。
- 第68条第4項第1号および第2号は、
  1. 鉄道・航路を通じた計算経路が環状線1周となる場合は、環状線1周となる駅の前後の区間の鉄道の営業キロ、擬制キロ又は運賃計算キロを打ち切って計算する。
  2. 鉄道・航路を通じた計算経路の一部若しくは全部が復乗となる場合は、折返しとなる駅の前後の区間の鉄道の営業キロ、擬制キロ又は運賃計算キロを打ち切って計算する。

したがって、JRグループにおける「最長片道切符」は、
- 環状線一周を超えない
- 途中で折り返さない

という2つの条件を満たす任意の駅間・経路に対して発売される片道乗車券のうち、発駅から着駅までの距離が最も長いものを指す。「距離」として営業キロを採用するか運賃計算キロを採用するかは意見が分かれており、このどちらを採用するのかによって経路が変わることがある。

### 最長片道切符の「亜種」
最長片道切符の「亜種」として、以下のようなものも存在する。
- 最長往復切符

往復での最長切符。片道の運賃計算キロは確実に601キロ以上になるため、往復割引が適用される。経路の探索（後述）は、通常の最長片道切符には、いわゆる「2」の字型と「6」の字型があり、
- 「2」の字型の場合 - そのまま往復で、最長往復切符になる。
- 「6」の字型の場合 - そのまま往復しようとすると、復路が一周でぶつかってそこで打ち切られて片道乗車券にならないため、この場合では往復乗車券にできない。そこで、「6」の字型の一周となる駅から、一周に含まれるその駅の隣の駅までのうち、どちらか短い方の1駅間を削ると、「2」の字型になり、その往復で往復乗車券になる。ところが、その1駅間削った間に別の「2」の字型のルートが割り込む可能性があり、その場合はそちらのルートの往復が最長往復切符になる。従って、第2位以下のルートを正確に求めたり、分岐駅の隣の駅をデータに入れて探索を行う等の工夫が必要。

- 一周最長片道切符

発駅に戻る中での最長点 - 乗車券を購入する際に、ルート上の任意の駅を発駅（＝着駅）にできると長年考えられていたが、近年、経路特定区間をルート上に含む場合は、その（複数含む場合は、「各々の長い経路と短い経路のキロ程の差」が最大となる経路特定区間の）長い側の経路内の両端駅を含まない任意の駅発着に限られるということが発見された（この場合は経路特定区間の影響を受けず、実営業キロで計算されるため）。また、仁堀航路の廃止以降は、必然的に本州内となる。しかし、盲腸線を含めないため、次項「本州内最長片道切符」より距離が長くなることはない。経路の探索（後述）の難易度は、通常の最長片道切符とほぼ同等。また、そのまま往復で往復乗車券になる（一周最長往復切符）。
- 本州内最長片道切符

利用できる路線を本州内に限定。発駅、着駅となりうる駅が、盲腸線の終着駅を含む本州全体に広がるため、経路の探索（後述）の難易度が、青森から下関に通り抜けるだけにほぼ等しい通常の最長片道切符に比べて、より上がる。1988年3月13日現在の新幹線を含む路線図で、三厩駅（青森県）→三原駅（広島県）間、8755.1km（営業キロ・1989年2月探索）というコンピュータによる探索結果がある。また、往復（本州内最長往復切符）時の考え方は、上記「最長往復切符」と同様である。

## 最長片道切符旅行の歴史
国鉄・JRの最長片道切符による旅行は、日本国内の鉄道網を極限まで活用することから、究極の鉄道旅行とされ、熱心な鉄道ファンの間で古くから行われてきた。

### 東京大学旅行研究会（1961年）
最初に国鉄の最長片道切符旅行を試みたのは、東京大学旅行研究会の会員4名である。これは、同会会員の1人が「一番長い距離を最短時間で移動するとどれだけ掛かるのか?」と発言したことがきっかけであり、その計算をした結果が最長片道切符の誕生に繋がった。これらはNHKの2004年5月5日に放送された、『列島縦断 鉄道12000キロの旅 〜最長片道切符でゆく42日〜』出発前のプレ番組で、この時の旅人の1人である鷲尾悦也（後の日本労働組合総連合会会長）が証言している。
国鉄でもこの乗車券を発行してよいかが本社レベルで話し合われ、検討会が何度も行われたと言われている。
実際の旅程は1961年7月、鹿児島県の古江線海潟駅（後の大隅線海潟温泉駅。1987年廃止）から北海道の広尾線広尾駅（1987年廃止）に至る12,145.3キロを、25日間で旅行した。その旅行記は『世界の旅10、日本の発見』（中央公論社、1962年）に収録されている。なお、この旅行記の担当編集者が次項の宮脇俊三である。
ただ、近年この旅程に関し一部鉄道ファンの間で再検討が行われた結果、同旅行の時点で彼らが取ったルートよりも実乗車経路・運賃計算経路が共に長くなるルートが存在したことが判明しており、厳密に言えばこの旅行は「最長片道切符旅行」とは呼べないとの指摘がされている。
以来、鉄道ファンの間では散発的に同種の試みが行われるようになったという。しかし、明確な文献記録が残されている事例はなく、ごく稀な事例だったと考えられる。
なお、厳密な意味での最長片道切符旅行は、1973年に当時横浜市立大学医学部の学生だった光畑茂（のち医師）が行った可能性がある。ただしこの時のルートは「新幹線抜きの最長ルート」だったという。また、これについてはルート等の詳細がメディア上で発表されていないため、実行の検証はされていない。メディア等で検証可能なものとしては次項で述べる宮脇のものが最初であるとされる。

### 宮脇俊三『最長片道切符の旅』（1978年）
紀行作家の宮脇俊三は、1978年10月から12月にかけ、広尾線広尾駅から指宿枕崎線枕崎駅に至る運賃計算キロ13,267.2キロの旅行を行ない、その過程を『最長片道切符の旅』（新潮社、1979年）に記した。この著作は、鉄道ファン以外の一般の人々にもこの乗車券の存在を知らしめるきっかけとなった。
この際に宮脇は、当時種村直樹が著した鉄道旅行ガイドブック『鉄道旅行術』（日本交通公社出版事業局 1977年初版）に掲載されていた、光畑茂の計算によるルートを基に旅行することにした。ところが『鉄道旅行術』の刊行後に武蔵野線の新松戸駅・西船橋駅間が開通していたことから、宮脇はルートへの影響の有無を相談に種村直樹を訪ね、そこで種村から、光畑茂による新たなルートの計算結果を見せられたという。
著作内には、発券時のペン書きによる膨大な経由地表記に加え、旅程での途中下車印多数押印で判読が難しいまでの状態となった最長片道切符の実物写真も掲載されている。乗車券の実物は宮脇の死後に至っても保存されている。これに限らず、最長片道切符は常識からはるかに逸脱した量の経由地・経由路線情報を券面記載する必要があるため、乗車券の窓口におけるコンピューター発券が一般化した1990年代以降でも、券面記載事項の相当部分を手書きして、または経路一覧を別添した形で発券しなければならない。
『最長片道切符の旅』では、宮脇が乗車券作成依頼のため当時の渋谷駅旅行センター（当時日本交通公社委託）窓口を訪れた際、係員は最初愛想よく出迎えたが、見せられた申し込み内容に愕然として猶予を求めたという。続いて窓口裏で係員たちの長時間にわたる口論の末に、係員の一人が大いに不貞腐れながらも「最長片道切符」発券作業を引き受けるまでの漏れ聞こえてくる会話の様子が描写されている。

### 種村直樹『さよなら国鉄最長片道きっぷの旅』
竹下町駅（自動車線嬉野線） - 鵡川駅（日高本線・富内線）
鉄道趣味誌『鉄道ジャーナル』の1985年10月号より連載された企画。宮脇までは鉄道および国鉄連絡船のみで達成された片道切符であるのに対し、種村直樹の場合は、国鉄自動車線も組み込んだ一筆書きによる最長片道切符を使用した点が特徴である。
この旅行が実施された当時、自動車線に跨る乗車券の有効日数はプラス数日と定められていたが、これは鉄道線による経路に一つの自動車線を組み込む事を想定したものであり、複数の自動車線を組み込んだ場合に乗車券の有効日数に関する取り決めは無かった。この件は国鉄全体を巻き込む議論となり、最終的にこの旅行では、自動車線1路線あたり1日を加算する運用規則が通達で定められた。これは自動車線を何度組み込んでも鉄道線の有効期限に対する加算日数を1日とした場合、順調に経路を進んだとしても有効期間内にこの旅行を終了できるかどうか疑問が生じ、有効期間内に旅行終了できない可能性の高い乗車券を発売することに対して国鉄内での議論となった為である。特別詮議で適当な有効日数を加算してはどうかといった案も出されたものの、自動車線に跨る乗車券に有効日数を1日加える趣旨は鉄道線のみの場合に比べて不便であることが前提となっているため、複数回自動車線を組み込む場合は組み込んだ回数分有効期間を加えるのが妥当であろうとの結論となった。この発券段階の経緯は種村が雑誌『旅』（当時、日本交通公社出版事業局刊）誌上でも明らかにしている。なお、経路への自動車線を組み込む場合の加算日数に関する議論はその後も国鉄内部で続けられ、最終的に自動車線を複数組み込んでも加算日数は1日のみとする規定に改められ、JRに引き継がれている。また、種村による発券時には東名高速線、名神高速線で昼行便と夜行便、更には夜行便で当時運行されていた東京－名古屋、東京－京都、東京－大阪の3路線は、路線認可自体がそれぞれ別のため互いに独立したものとして組み込んで可という見解が国鉄本社より示され、昼行と夜行の京都便、大阪便をルートに組み込んでいる。これも取り決めがなかったことによる当時の国鉄本社の見解であり、この発券後に拡大解釈過ぎるという意見も出たようで、その後片道ではなく連続乗車券扱いとされることになった。この東名、名神高速線の扱いに関しても経緯を前述『旅』誌上で明らかにしている。
種村のこの旅行以外で自動車線を含む一筆書き旅行が行われたことはないため、このとき種村が使用した片道切符は名実共に史上に残る日本一最長の片道切符である。自動車線の廃止が相次いだことや、自動車線が分離され子会社となったことにより、連絡運輸廃止または連絡運輸は1回に限るという規則になった現在では、この乗車券による旅行を上回る旅行自体ができなくなった。
しかし、実際の旅行距離は日本最長であることは間違いないが、種村の仕事の都合や乗り間違い、発売後に多数の自動車線が廃止されたことから発売距離よりもかなり短くなっている。また、ルート作成段階で、一大盲腸線状態の筑肥線の存在を見落とすというミスを冒していた事が読者の指摘で判明している。この筑肥線を利用したルートの場合、最長片道切符の起点は竹下町駅ではなく姪浜駅になる。
なお、これには上記順路のメインルートのほか、宇高連絡船しか接続ルートが無いため完全取りこぼしとなってしまう四国についても、エリアが完全に収まる四国ワイド周遊券（四国均一周遊券、現在は廃止）を利用した四国内最長片道となるオプショナルツアーが実施されている。
尚、この連載は1987年4月に実業之日本社によって『さよなら国鉄　最長片道きっぷの旅』(ISBN:4-408-00718-8)で単行本化された。

### 雑誌「旅と鉄道」による企画（1996年）
鉄道ジャーナル社の雑誌『旅と鉄道』が企画し、伊藤丈志が実際に旅行を行った記事が「稚内発肥前山口ゆき11,540km完全踏破」という題名で同誌の1997年冬増刊として刊行された。
伊藤は1996年9月13日から10月7日まで途中東京での2日間の休養を除き24日間を掛けてゴールしており、途中の乗車列車や食事等の克明な記録が写真入りで紹介されている。
途中台風の被害で外房線の勝浦駅 - 大貫駅間で列車が運休したことにより、当該区間を後日乗車せざるをえなかったため、厳密な意味では24日間での完全踏破ではなかったが、文献として記録された貴重な例である。

### NHK『列島縦断 鉄道12000キロの旅 〜最長片道切符でゆく42日〜』（2004年）
NHKが、2004年5月6日より6月23日までNHK BShiで放映したテレビ番組。俳優関口知宏が旅人となって宗谷本線稚内駅から長崎本線肥前山口駅まで旅行を行い、この模様を放送した。なおこの番組では、最長切符の経路に含まれない四国も特別編と称して岡山駅で途中下車し別の乗車券を用いる形で経由した。

## 総延長距離の推移
東京大学旅行研究会が最長片道切符旅行を試みた1961年以降、国鉄・JRの路線網には、路線の開業および廃止が相次ぎ、最長片道切符の経路および総延長距離も刻々変化することになった。1960年代 - 1970年代には、新幹線をはじめとする新線開業が相次ぎ、総延長距離が増加した。この時期にも多くの赤字路線が廃止されたが、そのほとんどがいわゆる盲腸線であり、最長片道切符の経路に変更を及ぼすものではなかった。

### 1982年 - 2022年
最長片道切符の総延長距離がピークに達したのは、1982年6月23日の東北新幹線の大宮駅 - 盛岡駅間の開業から、同・6月30日の仁堀航路廃止までの約1週間で、13423.7kmである。なおこの経路に関しては、その存在期間ゆえに、新線開業時にその区間を組み入れる乗車券の発売は、通達等により通用開始日が開業の一週間前程度からであることと、現実的に可能な乗車・乗り継ぎから考えて、もし旅行しようとしたのであれば実際に可能だったのは南→北の方向のみと推測される、という特殊例ともなっている。仁堀航路の廃止に伴い、本州と四国を結ぶ経路が宇高航路だけになり、四国が最長片道切符の経路から外れたため、総延長距離は大幅に短縮された。
1981年3月の国鉄経営再建促進特別措置法の施行により、その後特定地方交通線に指定された路線が相次いで廃止または第三セクター鉄道に転換された。廃止・転換路線は、地方の盲腸線だけでなく、特に北海道を中心として、名寄本線など環状ルートを構成する幹線系にも及び、最長片道切符の総延長距離はさらに短縮された。近年は新幹線開業に伴う並行在来線の廃止・第三セクター化、また災害に伴う廃止・転換が影響を及ぼしている。

### 2022年 - 2024年
2022年9月23日に西九州新幹線が部分開通（武雄温泉駅 - 長崎駅）したことで、終点駅が33年ぶりに変更された。これまでは稚内駅から肥前山口駅（現・江北駅）までの約1万700kmであったが、稚内駅から新大村駅までに変更となり、距離が18.5km延びた。
大村市の新幹線アクションプラン推進協議会は、開通日の9月23日より「最長片道きっぷの旅」達成者への認定書の交付を始めた。同日21時頃、鉄旅タレントの伊藤桃が新大村駅に到着し、翌日に達成者第1号の認定書を受け取った。
なお、2023年8月28日の日田彦山線一部区間（添田駅 - 夜明駅）のBRT転換に伴い九州島内のルートが一部変更となったが、これに伴う起終点駅の変更はなかった。また、2024年3月16日の北陸新幹線敦賀延伸とそれに伴う北陸本線一部区間（敦賀駅 - 金沢駅）の3セク転換により、同区間で北陸本線から北陸新幹線へのルート変更が行われ距離が約1万600kmとなったが、やはり起終点駅の変更はなかった。

### 2024年 -
2024年3月31日をもって根室本線の一部区間（富良野駅 - 新得駅）が廃止されたことにより北海道内でのルートが大きく変更となったことから、起終点駅を始め全般的に大規模な変更が発生した。4月1日以降はこれまでの稚内駅から新大村駅への「南行」から、竹松駅から長万部駅への「北行」に起終点駅及びルート、進行方向が変更となり、変更後の営業キロベースの距離は約1万500kmとなる。また、起点駅の変更は29年ぶり、終点駅の変更は1年半ぶり、進行方向の変更は35年ぶりとなる。
ただし、営業キロベースで距離を計算した場合は前述のようにルート・進行方向・起終点駅が変更となるが、実際の運賃計算に用いられる運賃計算キロベースで距離を計算した場合、北海道内のルートが一部変更とはなるものの、2024年3月31日以前と同じ稚内駅から新大村駅への「南行」が最長片道切符のルートとなる。このため、2024年4月1日以降は最長片道切符のルートが2通り存在することとなる。

## 経路の探索
古い時代に行われた最長片道切符旅行の行程は、手計算で立案したルート構成を総当たり的に検討した結果得られたものであり、実際の算出作業は非常な困難を極めた。
1961年の東大旅行研究会のルート探索では、全国を地域ブロックに分割し、メンバーが各ブロックごとの最長ルートを求め、これを合算するという手法がとられた。北海道と九州は、青森と下関を通る単一ルートに限られるため本州から切り離して計算できた。本州についても列島方向に走る鉄道線が少ない地域で切断し、4ブロックに分割して計算している。しかし彼らの探索したルートは東京都内で旅規第70条に定める特定区間の扱いに見落としがあり、実際には最長ルートではなかったことが前述の通り後に判明している。
1970年代中期以降は、光畑茂が手計算により最長片道ルートを探索し続け、種村直樹の著書などを介して定期的に改訂内容が公表されていたことから、愛好者の間で広く利用された。宮脇俊三も『最長片道切符の旅』の中で、自力でも手探りで経路を確定させようとする様子を綴っているが、最終的には光畑ルートを利用することになった。この光畑ルートは近年の研究で、間違いない最長片道ルートだったことが数学的に証明されている。
1980年代以降は、コンピュータを利用した数的解析を用いて最長行程を算出する試みが始まっている。古くは1970年代に報告がある。当初は、ブロック分けによる総当り法が主流だった。なおしばしば俗に「一筆書き」と表現されるが、実際にはグラフ理論の視点からは、駅を「節」、線路を「辺」とすると、同じ辺を2度通らないが同じ節は何度通ってもよいオイラー路である「一筆書き」ではなく、同じ節を2度通らないハミルトン路のほうが「片道切符ルート」には似ている。
数的解析の一例として、2000年当時東京大学大学院生だった葛西隆也は、整数計画法を用い、数学的に厳密に最長を求めたと言える手順で経路（稚内→肥前山口、11,925.9キロ）を求めた。このルートは、肥前山口側で環状線を形成しており、逆経路は前述のルールの「環状線一周を超えない」に抵触するため不可となっている。同年春に、別の研究会で整数計画法によるものと並行して実施した全探索による手法の詳細を発表したところ好評で、「費用を提供するので是非乗ってきてほしい」という複数の同志があり、同年夏に実際にこの経路を旅行した。探索手法と実際に乗車して記録を発表したことなどが評価され、情報処理学会のプログラミング・シンポジウムで山内奨励賞を受賞した。なお、『列島縦断 鉄道12000キロの旅 〜最長片道切符でゆく42日〜』においてもルート計算はこの方法を使用し、九州新幹線開業後に改めて計算を東京大学のある研究室に依頼し実施したうえで放送された。
コンピュータを利用した経路の探索は、近年のコンピュータのスペック向上により、年々容易になっている。

### 新下関駅 - 博多駅間の特例
現在JR各社間で統一の見解が示されていない旅規の解釈上の問題があり、これによってJRの最長片道切符の経路と総延長距離が大きく変わる。
新下関駅 - 博多駅間で新幹線と在来線の双方を経由するルートが認められるかという問題である。
1996年1月のJR北海道・JR四国・JR九州のいわゆる三島会社の運賃制度改訂により新下関・博多間は幹在別線となったが、旅規第16条の3で「第26条の普通乗車券の発売」と「第68条第4項の旅客運賃計算上の営業キロ等の計算方」については、幹在同一路線として取扱うと規定した。したがって、新下関、小倉、博多の各駅で新幹線から在来線に折り返す場合はキロの通算が打ち切られ、当該打切り駅までしか片道乗車券は発売されず、この区間で新幹線と在来線の双方に乗車することができない。
従来どおり幹在同一路線として扱うためには、前述した旅規第68条第4項第1号および第2号（環状線一周、折り返しによる打ち切り）で十分だった。しかし、このとき第3号として次の規定が加えられ、問題が複雑になった。
(3) 新下関・博多間の新幹線の一部又は全部と同区間の山陽本線及び鹿児島本線の一部又は全部とを相互に直接乗り継ぐ場合は、次により計算する。
ア 山陽本線中新下関・門司間及び鹿児島本線中門司・小倉間の一部又は全部（同区間と同区間以外の区間をまたがる場合を含む。）と山陽本線（新幹線）中新下関・小倉間（同区間と同区間以外の区間をまたがる場合を含む。）とを新下関又は小倉で相互に直接乗り継ぐ場合は、新下関又は小倉で鉄道の営業キロ又は運賃計算キロを打ち切つて計算する。
イ 鹿児島本線中小倉・博多間の一部又は全部（同区間と同区間以外の区間をまたがる場合を含む）と鹿児島本線（新幹線）中小倉・博多間（同区間と同区間以外の区間をまたがる場合を含む）とを小倉又は博多で相互に直接乗り継ぐ場合、小倉又は博多で鉄道の営業キロ又は運賃計算キロを打ち切つて計算する。
これにより、「新下関 - 小倉間の新幹線と在来線を新下関駅または小倉駅で直接乗り継ぐとき、あるいは小倉 - 博多間の新幹線と在来線を小倉駅または博多駅で直接乗り継ぐときは、乗継駅（新下関駅、小倉駅、博多駅）で営業キロ又は運賃計算キロを打ち切る。」という規則となり、「直接乗り継がないときは、（第68条第4項第1号または第2号の規定にかかわらず）乗継駅で営業キロ又は運賃計算キロを打ちきらずに、片道乗車券として発券できる」という解釈の余地を生み出した。
ここで、「直接乗り継ぐ」の解釈には、以下に示す旅客営業取扱基準規程第43条の2の規定が関連している。
（前略） 南小倉以遠（城野方面）の各駅と博多以遠（竹下方面）の各駅相互間、柚須以遠（原町方面）の各駅と小倉以遠（門司方面）の各駅相互間又は南小倉以遠（城野方面）の各駅と柚須以遠（原町方面）の各駅相互間を乗車する旅客が、新幹線（小倉・博多間）に乗車する場合は、西小倉・小倉間又は吉塚・博多間において途中下車しない限り、当該区間の営業キロを除いた片道乗車券又は往復乗車券を発売する。
この条項は、1996年1月改訂で幹在同一線扱いだった小倉・博多間が別線扱いとなったため、それ以前から存在していた西小倉・小倉間及び吉塚・博多間の「分岐点通過列車に対する区間外乗車の規定」の趣旨を引き継いだものである。
前述の葛西隆也のケースでは、「小倉（新幹線）博多（鹿児島線）吉塚（篠栗線・香椎線）香椎（鹿児島線）西小倉（日豊線）」という経路による片道乗車券が発売された。博多で新幹線と在来線を「博多駅で直接乗り継いでいない＝博多 - 吉塚間は分岐点通過列車に対する区間外乗車である」とみなされたようである。しかし、この区間を葛西の同行者は、「博多駅での直接乗り継ぎであり、乗継駅（博多駅）でキロ数の通算を打ち切る」という解釈がなされたようで、その乗車経路が葛西の最長片道切符の経路内だったにもかかわらず、片道乗車券として発券されず、連続乗車券を購入せざるをえなかったという。このように、旅規第68条第4項第3号の解釈は少なくとも当時はJR各社間で統一されていなかった。

### その他の注意点
このほか、横須賀線・湘南新宿ライン系統の列車が利用する、品川駅 - 新川崎駅経由 - 横浜駅の経路である東海道本線の支線・品鶴線のルートも誤解が生じるポイントである。品鶴線の列車はすべて鶴見駅を通過するという事情から、時刻表上や駅ないし列車内に掲示された路線図の中には、品鶴線が鶴見駅を経由していないように記されたものが存在していた。それゆえ例えば、ルート上南武線で立川駅から武蔵小杉駅方面に進み横浜駅まで向かう際、路線図上では「立川駅 - （南武線） - 尻手駅 - （南武線支線） - 浜川崎駅 - （鶴見線） - 鶴見駅 - （東海道本線） - 品川駅 - （品鶴線） - 横浜駅」の片道ルートが可能であると誤解し得る状態があった。しかし品鶴線は実際は鶴見駅終点になっており運賃計算上もそのように扱われるため、この浜川崎経由だと鶴見駅を2度通ることになり、そこで運賃計算が打ち切られてしまう。なお、JTBパブリッシング発行『JTB時刻表』2007年10月号10ページ、16ページでは品鶴線は鶴見駅の品川寄りで東海道本線に合流するように描かれており、このような誤解がされないような配慮になっている。

### バス路線について
昨今ではかなり縮小されたものの、かつてJRの乗車券制度では多くの自動車線（JRバス）を乗車券経路に組み込むことができた。
最長片道切符の旅ではあまり検討されず、また、現在では旅客鉄道会社6社が旅客自動車運送事業をいったん分離し、子会社化しているため、基本的にJR線とJRバスは連絡運輸の関係となり、また連絡運輸も縮小が進み、乗車券の経路に組み込むこと自体が限られたケースになっている。
日本国有鉄道時代には国鉄経営のバス路線であれば鉄道線と自動車線の跨りは有効日数を1日加算するという規定はあったが、その解釈にははっきりした取り決めがなく、前述の種村直樹の片道切符作成時に国鉄としての見解が示され、1回組み込むごとに有効日数を1日延ばすこととなった。現在はこの見解が改訂され、何度組み込まれても1日加算ということになっている。

### 通過連絡運輸について
こちらも最長片道切符の旅ではあまり検討されないが、JRと全国数箇所の第三セクター鉄道はJR線全線全駅との通過連絡運輸を締結している。このためJRのみの最長ルートよりも長い距離での旅行が可能である。ただし、通過連絡運輸を適用可能とする場合は2社以上通過しても良いかの見解はJR各社で別れる。一周型最長片道切符の場合は発着駅限定の通過連絡運輸があるので経路特定区間の影響を受けるルートで購入したほうが現在は長くなる。
また、通常の最長片道切符では出来ないが、本州内最長片道切符や、九州内最長片道切符は連絡運輸を締結している事業者を使用することが出来る。この場合連絡運輸締結事業者を使用出来るのは2社までとなるが大多数の場合は1社のみしか適用できない。